# Brandhorn (Steinernes Meer)
Le Brandhorn est une montagne culminant à 2 610 mètres d'altitude dans le massif des Alpes de Berchtesgaden, en Autriche.

## Géographie

### Situation
La montagne se situe au sud du Steinernes Meer, à la transition vers le Hochkönig. Il est le troisième sommet le plus élevé du chaînon montagneux, après le Selbhorn (2 655 m) et le Schönfeldspitze (2 653 m).

## Ascension
Le chemin de liaison de la Riemannhaus à la Matrashaus, le sentier européen E4, passe par le Brandhorn. Il est d'un niveau de difficulté de 1 à 2, le temps de marche est de 10 à 12 heures.
D'autres chemins d'ascension sont :
- depuis l'Eckberthütte par le Bohlensteig et le Torescharte, difficulté 1-2, partiellement sécurisé, 4 heures ;
- depuis le Steinhütterl  par le Mauerscharte et l'Alpriedelhorn, pas de sentier balisé, 3 h et demie ;
- de Hinterthal par le Torcharte.